# Table des symboles littéraux en mathématiques
En mathématiques, plusieurs objets sont désignés par un symbole utilisent une lettre de l'alphabet latin avec une graphie particulière ou une lettre d'un autre alphabet (notamment l'alphabet grec).
Cet article répertorie ces graphies, ainsi que certains symboles non littéraux mais dont la forme évoque une lettre, en précisant leur codage Unicode, HTML et TeX. Les autres symboles non littéraux sont traités dans la table des symboles mathématiques. Les objets désignés par un sigle ou un mot d'une ou plusieurs lettres de l'alphabet latin standard sans graphie particulière sont répertoriés dans la liste des opérateurs littéraux en mathématiques.

## Alphabet latin
| Lettre ou nom           | Unicode | Unicode      | HTML     | LaTeX                           | LaTeX                                               | Usages |
| ----------------------- | ------- | ------------ | -------- | ------------------------------- | --------------------------------------------------- | --- |
| A                       | 𝔄       | 1D504        |          | {\displaystyle {\mathfrak {A}}} | \mathfrak{A}                                        | groupe alterné                                                                                                |
| B                       | 𝓑       | 1D4D1        |          | {\displaystyle {\mathcal {B}}}  | \mathcal{B}                                         | loi de Bernoulli, loi binomiale                                                                               |
| B                       | 𝔹       | 1D539        |          | {\displaystyle \mathbb {B} }    | \mathbb{B}                                          | algèbre de Boole                                                                                              |
| C                       | ℂ       | 2102         |          | {\displaystyle \mathbb {C} }    | \mathbb{C}                                          | ensemble des nombres complexes                                                                                |
| C                       | 𝓒       | 1D4D2        |          | {\displaystyle {\mathcal {C}}}  | \mathcal{C}                                         | ensemble des fonctions continues, loi de Cauchy                                                               |
| C                       | 𝔠       | 1D520        |          | {\displaystyle {\mathfrak {c}}} | \mathfrak{c}                                        | cardinal du continu                                                                                           |
| complément              | ∁       | 2201         |          | {\displaystyle \complement }    | \complement                                         | complémentaire                                                                                                |
| sous-ensemble de        | ⊂       | 2282         | &sub;    | {\displaystyle \subset }        | \subset                                             | inclusion, implication logique                                                                                |
| D                       | 𝔻       | 1D53B        |          | {\displaystyle \mathbb {D} }    | \mathbb{D}                                          | ensemble des décimaux                                                                                         |
| D                       | 𝓓       | 1D4D3        |          | {\displaystyle {\mathcal {D}}}  | \mathcal{D}                                         | domaine de définition, ensemble des fonctions dérivables                                                      |
| d rond                  | ∂       | 2202         | &part;   | {\displaystyle \partial }       | \partial                                            | dérivée partielle                                                                                             |
| E                       | 𝔼       | 1D53C        |          | {\displaystyle \mathbb {E} }    | \mathbb{E}                                          | espérance d'une variable aléatoire                                                                            |
| E                       | 𝓔       | 1D4D4        |          | {\displaystyle {\mathcal {E}}}  | \mathcal{E}                                         | loi exponentielle                                                                                             |
| appartient à            | ∈       | 2208         | &isin;   | {\displaystyle \in }            | \in                                                 | appartenance                                                                                                  |
| il existe               | ∃       | 2203         | &exist;  | {\displaystyle \exists }        | \exists                                             | quantificateur d'existence                                                                                    |
| F                       | ℱ       | 2131         |          | {\displaystyle {\mathcal {F}}}  | \mathcal{F}                                         | transformée de Fourier                                                                                        |
| F                       | 𝓕       | 1D4D5        |          | {\displaystyle {\mathcal {F}}}  | \mathcal{F}                                         | ensemble des fonctions                                                                                        |
| G                       | 𝓖       | 1D4D6        |          | {\displaystyle {\mathcal {G}}}  | \mathcal{G}                                         | loi géométrique                                                                                               |
| H                       | ℍ       | 210D         |          | {\displaystyle \mathbb {H} }    | \mathbb{H}                                          | ensemble des quaternions                                                                                      |
| H                       | 𝓗       | 1D4D7        |          | {\displaystyle {\mathcal {H}}}  | \mathcal{H}                                         | loi hypergéométrique                                                                                          |
| I                       | 𝕀       | 1D540        |          | {\displaystyle \mathbb {I} }    | \mathbb{I}                                          | ensemble des nombres imaginaires (également noté iℝ)                                                          |
| I                       | ℑ       | 2111         | &image;  | {\displaystyle \Im }            | \Im                                                 | partie imaginaire d'un nombre complexe                                                                        |
| L                       | ℒ       | 2112         |          | {\displaystyle {\mathcal {L}}}  | \mathcal{L}                                         | espace des applications linéaires                                                                             |
| L                       | ℓ       | 2113         | &ell;    | {\displaystyle \ell }           | \ell                                                | espace des suites sommables                                                                                   |
| M                       | ℳ       | 2133         |          | {\displaystyle {\mathcal {M}}}  | \mathcal{M}                                         | ensemble des matrices                                                                                         |
| N                       | ℕ       | 2115         |          | {\displaystyle \mathbb {N} }    | \mathbb{N}                                          | ensemble des entiers naturels                                                                                 |
| N                       | 𝓝       | 1D4DD        |          | {\displaystyle {\mathcal {N}}}  | \mathcal{N}                                         | loi normale                                                                                                   |
| rond                    | ∘       | 2218         |          | {\displaystyle \circ }          | \circ                                               | composition de fonctions                                                                                      |
| P                       | ℙ       | 2119         |          | {\displaystyle \mathbb {P} }    | \mathbb{P}                                          | probabilité, espace projectif, ensemble des nombres premiers                                                  |
| P                       | 𝓟 ou 𝒫  | 1D4AB, 1D4DF |          | {\displaystyle {\mathcal {P}}}  | \mathcal{P} ou \mathscr{P} avec le package mathrsfs | ensemble des parties d'un ensemble, loi de Poisson                                                            |
| P                       | ℘       | 2118         | &weierp; | {\displaystyle \wp }            | \wp                                                 | fonction elliptique de Weierstrass                                                                            |
| Q                       | ℚ       | 211A         |          | {\displaystyle \mathbb {Q} }    | \mathbb{Q}                                          | ensemble des rationnels                                                                                       |
| R                       | ℝ       | 211D         |          | {\displaystyle \mathbb {R} }    | \mathbb{R}                                          | ensemble des réels                                                                                            |
| R                       | ℜ       | 211C         | &real;   | {\displaystyle \Re }            | \Re                                                 | partie réelle d'un nombre complexe                                                                            |
| S                       | 𝔖       | 1D516        |          | {\displaystyle {\mathfrak {S}}} | \mathfrak{S}                                        | ensemble des permutations d'un ensemble                                                                       |
| intégrale               | ∫       | 222B         | &int;    | {\displaystyle \int }           | \int                                                | intégrale |
| T                       | 𝕋       | 1D54B        |          | {\displaystyle \mathbb {T} }    | \mathbb{T}                                          | Tore |
| taquet vers le bas      | ⊤       | 22A4         |          | {\displaystyle \top }           | \top                                                | vrai, élément maximal d’un treillis                                                                           |
| U                       | 𝕌       | 1D54C        |          | {\displaystyle \mathbb {U} }    | \mathbb{U}                                          | groupe des nombres complexes de module 1                                                                      |
| U                       | 𝓤       | 1D4E4        |          | {\displaystyle {\mathcal {U}}}  | \mathcal{U}                                         | loi uniforme                                                                                                  |
| union                   | ∪, ⋃    | 2229, 22C3   | &cup;    | {\displaystyle \cup ,\bigcup }  | \cup, \bigcup                                       | réunion |
| V                       | 𝕍       | 1D54D        |          | {\displaystyle \mathbb {V} }    | \mathbb{V}                                          | variance |
| OU logique              | ∨, ⋁    | 2228 22C1    | &or;     | {\displaystyle \vee ,\bigvee }  | \vee, \bigvee                                       | disjonction logique, PPCM, bouquet                                                                            |
| croix de multiplication | ×       | D7           | &times;  | {\displaystyle \times }         | \times                                              | multiplication, produit cartésien, parfois produit vectoriel en exposant : groupe des inversibles d'un anneau |
| Z                       | ℤ       | 2124         |          | {\displaystyle \mathbb {Z} }    | \mathbb{Z}                                          | ensemble des entiers relatifs                                                                                 |

## Alphabet grec
| Lettre          | Unicode | Unicode    | HTML      | LaTeX                                                            | LaTeX             | Usages |
| --------------- | ------- | ---------- | --------- | ---------------------------------------------------------------- | ----------------- | --- |
| proportionnel à | ∝       | 221D       | &prop;    | {\displaystyle \propto }                                         | \propto           | proportionnalité |
| bêta            | Β       | 0392       | &Beta;    | {\displaystyle \mathrm {B} }                                     | \mathrm{B}        | fonction bêta |
| bêta            | β       | 03B2       | &beta;    | {\displaystyle \beta }                                           | \beta             | fonction bêta de Dirichlet |
| gamma           | Γ       | 0393       | &Gamma;   | {\displaystyle \Gamma }                                          | \Gamma            | fonction Gamma d'Euler |
| gamma           | γ       | 03B3       | &gamma;   | {\displaystyle \gamma }                                          | \gamma            | constante d'Euler-Mascheroni, courbure |
| delta           | Δ       | 0394       | &Delta;   | {\displaystyle \Delta }                                          | \Delta            | polynôme de Jones |
| delta           | δ       | 03B4       | &delta;   | {\displaystyle \delta }                                          | \delta            | symbole de Kronecker, loi de Bernoulli, distribution de Dirac, intégrale de Skorokhod (en)                                                           |
| incrément       | ∆       | 2206       |           | {\displaystyle \Delta }                                          | \Delta            | laplacien, différence symétrique |
| epsilon         | ε       | 03B5       | &epsilon; | {\displaystyle \varepsilon }                                     | \varepsilon       | symbole de Levi-Civita |
| zêta            | ζ       | 03B6       | &zeta;    | {\displaystyle \zeta }                                           | \zeta             | fonction zêta de Riemann et autres fonctions zêta |
| êta             | η       | 03B7       | &eta;     | {\displaystyle \eta }                                            | \eta              | fonction êta de Dedekind, fonction êta de Dirichlet                                                                                                  |
| theta           | θ, ϑ    | 03B8, 03D1 | &theta;   | {\displaystyle \theta ,\vartheta }                               | \theta, \vartheta | fonction thêta |
| lambda          | Λ       | 039B       | &Lambda;  | {\displaystyle \Lambda }                                         | \Lambda           | fonction de von Mangoldt, fonction de Kummer |
| lambda          | λ       | 03BB       | &lambda;  | {\displaystyle \lambda }                                         | \lambda           | fonction de Liouville, lambda-calcul |
| ET logique      | ∧ ⋀     | 2227 22C0  | &and;     | {\displaystyle {\begin{array}{c}\wedge \\\bigwedge \end{array}}} | \wedge \bigwedge  | conjonction logique, PGCD, smash-produit, produit extérieur algèbre extérieure                                                                       |
| mu              | μ       | 03BC       | &mu;      | {\displaystyle \mu }                                             | \mu               | fonction de Möbius |
| identique à     | ≡       | 2261       | &equiv;   | {\displaystyle \equiv }                                          | \equiv            | congruence, identité |
| pi              | Π       | 03A0       | &Pi;      | {\displaystyle \Pi }                                             | \Pi               | fonction porte |
| pi              | π       | 03C0       | &pi;      | {\displaystyle \pi }                                             | \pi               | constante d'Archimède, polynôme minimal, fonction de compte des nombres premiers, groupe d'homotopie                                                 |
| symbole produit | ∏       | 220F       | &prod;    | {\displaystyle \prod }                                           | \prod             | produit |
| rhô             | ρ       | 03C1       | &rho;     | {\displaystyle \rho }                                            | \rho              | rayon de courbure |
| sigma           | Σ       | 03A3       | &Sigma;   | {\displaystyle \Sigma }                                          | \Sigma            | castor affairé, suspension réduite |
| sigma           | σ       | 03C3       | &sigma;   | {\displaystyle \sigma }                                          | \sigma            | écart type, fonction nombre de diviseurs |
| symbole somme   | ∑       | 2211       | &sum;     | {\displaystyle \sum }                                            | \sum              | somme |
| tau             | τ       | 03C4       | &tau;     | {\displaystyle \tau }                                            | \tau              | circonférence du cercle unitaire (2 fois pi) |
| phi             | Φ       | 03A6       | &Phi;     | {\displaystyle \Phi }                                            | \Phi              | polynôme cyclotomique |
| phi             | ϕ, φ    | 03D5, 03C6 | &phi;     | {\displaystyle \phi ,\varphi }                                   | \phi ou \varphi   | nombre d'or, indicatrice d'Euler |
| chi             | χ       | 03C7       | &chi;     | {\displaystyle \chi }                                            | \chi              | indicatrice d'un ensemble, polynôme caractéristique, chi-deux, fonction chi de Legendre                                                              |
| omega           | Ω       | 03A9       | &Omega;   | {\displaystyle \Omega }                                          | \Omega            | fonction donnant le nombre total de facteurs premiers d'un entier, fonction W de Lambert, nombre de Chaitin, univers probabiliste, espace des lacets |
| omega           | ω       | 03C9       | &omega;   | {\displaystyle \omega }                                          | \omega            | premier ordinal infini |

## Autres caractères
| Lettre et alphabet d'origine | Unicode | Unicode | HTML      | LaTeX                   | LaTeX  | Usages                              |
| ---------------------------- | ------- | ------- | --------- | ----------------------- | ------ | ----------------------------------- |
| aleph (hébreu)               | ℵ       | 2135    | &alefsym; | {\displaystyle \aleph } | \aleph | cardinal aleph                      |
| beth (hébreu)                | ℶ       | 2136    |           | {\displaystyle \beth }  | \beth  | cardinal beth                       |
| cha (cyrillique)             | Ш       | 0428    |           |                         |        | peigne de Dirac, opérade de mélange |
| yo (kana japonais)           | よ      | 3088    |           |                         |        | plongement de Yoneda                |